# Heinrich Georg Winter
Heinrich Georg Winter (ur. 1 października 1848 w Lipsku, zm. 16 sierpnia 1887) – niemiecki mykolog. 
Heinrich Georg Winter od 1870 r. studiował nauki przyrodnicze na uniwersytetach w Lipsku, Monachium i Halle. W 1875 r. uzyskał habilitację na Politechnice Federalnej w Zurychu. W latach 1871–1879 był współredaktorem naukowego czasopisma Hedwigia, od 1879 r. do śmierci pełnił w nim funkcję naczelnego redaktora.
Prowadził badania grzybów mikroskopijnych należących do rodziny Sordariaceae i rzędu głowniowców (Ustilaginales), zajmował się taksonomią rodziny Saccharomycetaceae. Prowadził także badania anatomiczne i morfologiczne porostów. Wraz z Antonem de Bary i Heinrichem Rehmem był współautorem Die Pilze Deutschlands, Oesterreichs und der Schweiz (Grzyby Niemiec, Austrii i Szwajcarii).
W naukowych nazwach utworzonych przez Heinricha Georga Wintera taksonów dodawany jest cytat G. Winter.